# Ducado de Santángelo
El ducado de Santángelo es un título nobiliario español creado inicialmente como título del Reino de Nápoles por el rey Fadrique I de Nápoles el 10 de marzo de 1497 a favor de Gonzalo Fernández de Córdoba, apodado el «Gran Capitán», quién al mando de las tropas españolas conquistó el reino de Nápoles frente a las tropas francesas de Luis XII de Francia.
El título cayó en desuso, hasta que fue rehabilitado por Alfonso XIII de España el 12 de febrero de 1919 a favor de María de la Soledad Osorio de Moscoso y Reynoso, llevando desde entonces asignada la Grandeza de España.

## Duques de Santángelo
|                                    | Titular                                                | Periodo                            |
| Creación por Fadrique I de Nápoles | Creación por Fadrique I de Nápoles                     | Creación por Fadrique I de Nápoles |
| ---------------------------------- | ------------------------------------------------------ | ---------------------------------- |
| i                                  | Gonzalo Fernández de Córdoba                           | 1497-1515                          |
| ii                                 | Elvira Fernández de Córdoba y Manrique                 | 1515-1524                          |
| iii                                | Gonzalo Fernández de Córdoba y Fernández de Córdoba    | 1524-                              |
| Rehabilitación por Alfonso XIII    |                                                        |                                    |
| iv                                 | María de la Soledad Osorio de Moscoso y Reynoso        | 1919-1975                          |
| v                                  | María del Perpetuo Socorro Osorio de Moscoso y Reynoso | 1977-1980                          |
| vi                                 | Luis María de Casanova y Barón                         | 1980-actual titular                |

## Historia de los duques de Santángelo

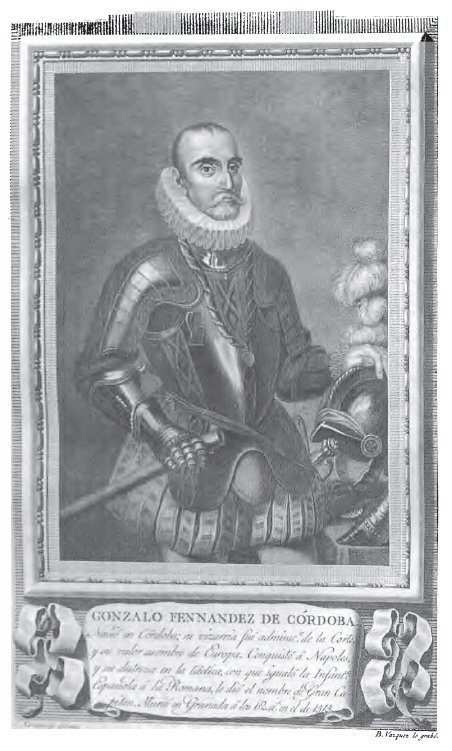
Retrato de Gonzalo Fernández de Córdoba, primer titular del ducado, en un grabado de Bartolomé Vázquez a partir de un dibujo de José Jimeno, publicado en la obra Retratos de españoles ilustres.

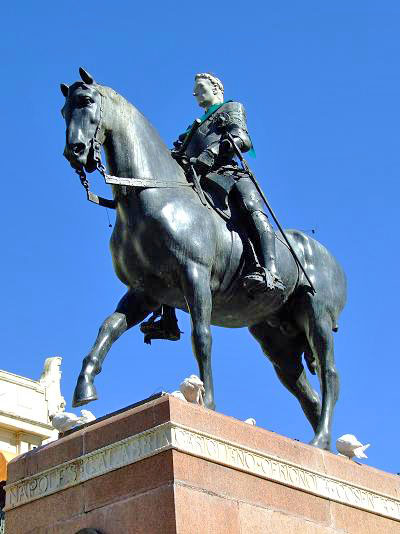
Monumento al Gran Capitán, primer titular del ducado, en Córdoba, obra de Mateo Inurria.

- Gonzalo Fernández de Córdoba (1452/53-1515), i duque de Santángelo, i de Terranova (1502),[4] i de Sessa (1507),[5] i de Andría (1507),[6] i de Montalto (1507)[7] y i de Torremaggiore (1502),[8] i príncipe de Jafa y i de Venosa, y i marqués de Bitonto,[9] virrey de Nápoles, capitán general de los ejércitos castellano-aragoneses en Nápoles.

1. Casó en primeras nupcias con su prima Isabel de Sotomayor, con la que no tuvo descendientes.[9]
2. Casó en segundas con María Manrique de Lara (m. Granada, 30 de junio de 1527), señora de Sotosgudo,[10] hija de Fadrique Manrique de Castilla, señor de Baños, Hito, Quintanilla y otros estados, alcalde mayor, alguacil mayor y alcaide perpetuo de Écija, y comendador de Azuaga en la Orden de Santiago,[9] y de Beatriz de Figueroa, señora de Rebolledo de la Torre.[10] Le sucedió una de las hijas de este segundo matrimonio:

- Elvira Fernández de Córdoba y Manrique (m. Sessa Aurunca, 18 de septiembre de 1524), ii duquesa de Santángelo,[1] ii de Sessa,[5] ii de Andría[6] y ii de Torremaggiore, ii princesa de Jafa y ii de Venosa, y ii marquesa de Bitonto.[9]

1. Contrajo matrimonio bajo capitulaciones otorgadas en Granada el 18 de marzo de 1518[9] con Luis Fernández de Córdoba y Zúñiga (m. Roma, 17 de agosto de 1526), iv conde de Cabra y iv vizconde de Iznájar, hijo de Diego Fernández de Córdoba y Mendoza (1460-1525), iii conde de Cabra, iii vizconde de Iznájar, v señor de Baena y i de Valenzuela y de Francisca de Zúñiga y de la Cerda.[11] Le sucedió su hijo:

- Gonzalo Fernández de Córdoba (1520/21 - Madrid, 3 de diciembre de 1578),[12] iii duque de Santángelo,[1] iii de Sessa,[5] ii de Andría[6] y i de Baena (1566),[13] marqués de Vitonto, v conde de Cabra y v vizconde de Iznájar.[14]

1. Casó en Madrid el 6 de febrero de 1541[12] con María Sarmiento de Mendoza (1523-1589),[14] hija de Francisco de los Cobos y Molina (1477-1547), secretario privado y de Estado de Carlos I de España, y de Ana de Mendoza (hija de Juan Hurtado de Mendoza y de María Sarmiento, iii condesa de Rivadavia),[15] con la que no tuvo sucesión.

Este iii duque, por sus liberalidades desusadas durante su gobierno en Italia, o por sus crecientes gastos de representación en la corte, se vio obligado a vender la mayor parte de sus propiedades en Nápoles desde 1539, y hasta 1551, cuando vendió el ducado de Andría por 100 000 ducados. Dentro de los feudos se encontraban los ducados de Santángelo, Terranova, Andría, Torremaggiore y Montalto, el marquesado de Bitonto y las baronías de San Giorgio, Beste, Vico, Teano y Joyaro, títulos que habían quedado en usufructo de María Manrique de Lara, segunda mujer de Gonzalo Fernández de Córdoba, i duque. Solo conservó un único título para su familia, el ducado de Sessa, aunque sin estado, pues lo vendió en 1547, con el céntrico palacio ducal que poseía junto a la iglesia de San Giorgio Maggiore de Nápoles.
El ducado de Santángelo quedó en desuso, hasta que María Soledad Osorio de Moscoso y Reynoso, solicitó su rehabilitación, que le fue concedido como título del reino por Alfonso XIII de España el 12 de febrero de 1919, llevando desde entonces asignada la Grandeza de España, y siendo la iv titular:
- María de la Soledad Osorio de Moscoso y Reynoso (Madrid, 13 de enero de 1901 - Barcelona, 15 de marzo de 1975),[16] iv duquesa de Santángelo, dama de la reina,[2] hija de Francisco de Asís Osorio de Moscoso y Jordán de Urríes (1874-1952),[16] xix duque de Sessa, xix duque de Maqueda, xix marqués de Astorga, xii marqués del Águila, xxi conde de Trastámara, xvi conde de Altamira, xxi conde de Cabra y de María de los Dolores Reynoso y Queralt (1880-1905),[16] xi condesa de Fuenclara.

1. Casó el 28 de abril de 1920[2] con Joaquín de Sentmenat y Sarriera, viii marqués de Sentmenat, x marqués de Ciutadilla, gentilhombre grande de España con ejercicio y servidumbre del rey.[2] No tuvieron descendientes, y por real orden de 26 de octubre de 1977 sucedió en el ducado su hermana:[1]

- María del Perpetuo Socorro Osorio de Moscoso y Reynoso (1899-1980), v duquesa de Santángelo,[1] xxi duquesa de Maqueda, xx duquesa de Sessa, xx marquesa de Elche, xx marquesa de Astorga, xiii marquesa del Águila, xix marquesa de Ayamonte, xxiv condesa de Cabra, xii condesa de Fuenclara, xxv condesa de Priego, xxiv condesa de Nieva, xv condesa de Lodosa.[17]

1. Contrajo matrimonio con Leopoldo Barón y Torres. Cedió el ducado de Santángelo el 3 de octubre de 1980 a su nieto:[1]

- Luis María de Casanova y Barón[18] (n. Madrid, 24 de abril de 1950), vi duque de Santángelo, xxii duque de Maqueda (2003-2011), xi marqués de Elche, xvii conde de Lodosa, xxii conde de Monteagudo de Mendoza (2003-2014), conde de Valhermoso y XX barón de Liñola (hasta 2011). Fue desposeído por Sentencia del Tribunal Supremo, de los títulos de duque de Maqueda, de barón de Liñola, de conde de Valhermoso y conde de Monteagudo de Mendoza, siendo estos adjudicados, a su hermana mayor, quien los reclamó tras la ley de sucesión de títulos nobiliarios de 2006.[19][18][20]

1. Casó el 21 de junio de 1980 con la archiduquesa Mónica de Habsburgo-Lorena,[17] hija del archiduque Otón de Habsburgo-Lorena, príncipe heredero de Austria-Hungría y de su esposa, la princesa Regina de Sajonia-Meiningen.